# Barnabitenwald
Barnabitenwald är en skog i Österrike.   Den ligger i förbundslandet Niederösterreich, i den nordöstra delen av landet, 50 kilometer norr om huvudstaden Wien.
Trakten runt Barnabitenwald består till största delen av jordbruksmark. Runt Barnabitenwald är det ganska tätbefolkat, med 56 invånare per kvadratkilometer.